# شكوكية

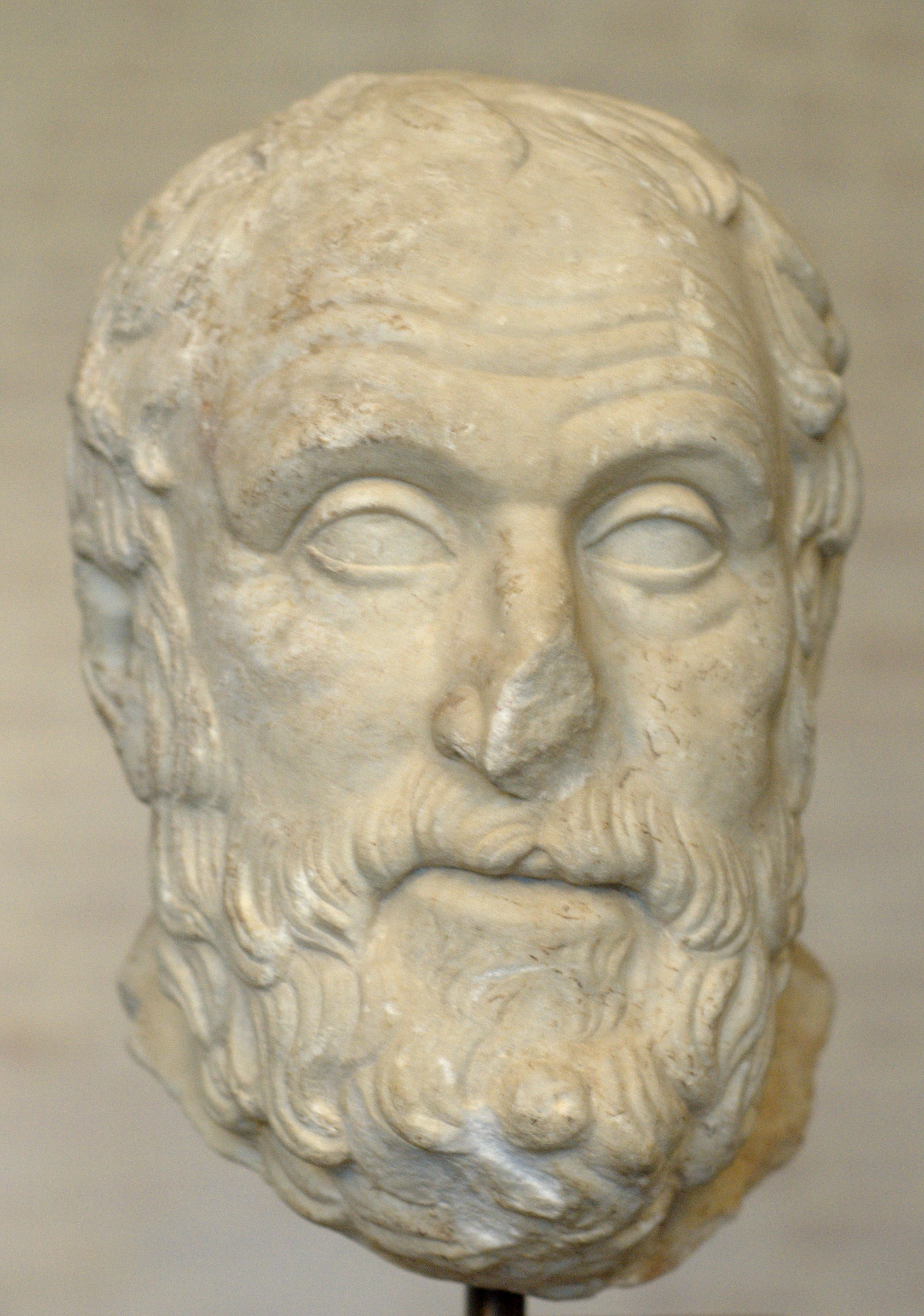

الشكوكية أو التَّشَكُّك (بالإنجليزية: Skepticism) عمومًا هي أي اتجاه شكّي أو ارتياب بخصوص شيء أو أكثر من المعتقدات أو المعارف المفترضة. تتجه الشكوكية غالبا نحو اختصاصات مثل ما وراء الطبيعة أو علم الأخلاق (الشكوكية الأخلاقية) أو الدين (الشكوكية حول وجود الله) أو المعرفة (الشكوكية حول إمكانية المعرفة أو اليقين). صوريا، تأتي الشكوكية كموضوع في سياق الفلسفة –خاصة نظرية المعرفة- على الرغم من أنه يمكن تطبيقها على أي موضوع مثل السياسة أو الدين أو العلم الزائف.
تأتي الشكوكية الفلسفية في صور متعددة. تنكر الصور المتطرفة من الشكوكية أن المعرفة أو المعتقدات المنطقية ممكنة وتحثنا على تعليق الأحكام بخصوص كثير أو كل الأشياء. تدعي الصور الأكثر توسطا من الشكوكية أنه لا يمكن معرفة أي شيء بيقين، أو أنه يمكننا معرفة القليل أو لا شيء على الإطلاق عن "الأسئلة الكبيرة" في الحياة. الشكوكية الدينية هي "الشك بخصوص المبادئ الدينية الأساسية (مثل الخلود والعناية الإلهية والوحي). تهتم الشكوكية العلمية باختبار المعتقدات من أجل الاعتماد عليها، من خلال تعريض هذه المعتقدات إلى أبحاث نظامية باستخدام المنهج العلمي لاكتشاف أدلة تجريبية بخصوصها.

## تعريفات
تعرّف الشكوكية عمومًا على أنها نزعة تدفع صاحبها إلى التردد بين الإثبات والنفي، وتحمله على التوقف عن الحكم. أما بوجه خاص فهي مذهب فلسفي يزعم أنه لا سبيل إلى إدراك الحقائق ولا إلى معرفة يقينية. وقد عرف في مراحل التاريخ عند فلاسفة اليونان الشكاكين قديماً، وعند ديفيد هيوم حديثاً بدرجة أدنى.
هناك فرق واضح بين الشكوكية (أو الارتيابية) وبين الشك المنهجي الذي يؤدي إلى اليقين، مثل شك ديكارت.

## المفهوم
يقوم هذا المذهب على نظرية فحواها أننا وإن كنا نعرف ظواهر الأشياء، فلا نستطيع أن نعرف حقيقتها الباطنية. ولما كان الشيء الواحد يظهر بمظاهر مختلفة لعدد من الأشخاص، فإنه من المتعذر أن نعرف الصواب في وجهات النظر. ولما كنا لا نستطيع التأكد من طبيعة الشيء، ولا إصدار الحكم الصائب عليه، فإن الأمر يقتضي الوقف والامتناع عن أي عمل، ومن ثم على المرء أن يعيش في هدوء وطمأنينة، متحررا من كل وهم أو ضلال، ويمتنع عن الرغبات حتى يتحرر من الشقاء.
وفي هذا ما ينبئ بأن هذا المذهب قد يدعو إلى السلبية والهروب وعدم الاكتراث ولا يعنيه في شيء أن يسبر غور الطبيعة للتعرف على أسرارها. وقد يكون مذهب الشك هذا مرآة تعكس حالة القلق وعدم الاستقرار التي عرفها شعبا الإغريق والرومان، في ظل الفتوحات والنزاع على السلطة الذي ساد ما بعد الإسكندر، وفي أيام الإمبراطورية الرومانية التي عانت ظروفا مماثلة.
في الاستخدام العادي، تفهم الشكية على أنها:
- أ) سلوك شكي أو إلى عدم التصديق سواء أكان الأمر عام أو بخصوص موضوع معين.
- ب) المذهب الذي يقول بأن المعرفة التامة أو المعرفة في تخصص معين هي معرفة غير أكيدة.
- ج) منهج تأجيل الحكم (بالإنجليزية: suspended judgment)، الشك المنظم (بالإنجليزية: systematic doubt)، أو النقد هي من صفات الشكي.

في الفلسفة، تطلق الشكية على الأخص على عدد من الفرضيات، مثل:
- أ) الاستعلام
- ب) طريقة في الحصول على المعرفة من خلال الشك المنظم والفحص المستمر
- ج) العشوائية، النسبية، الذاتية في القيم الأخلاقية
- د) حدود المعرفة
- ه) منهج الحذر الفكري وإرجاء الحكم.

في الفلسفة الكلاسيكية، الشكية تعود إلى تعاليم والسمات الشخصية ل "سكيبتكوي" (بالإنجليزية: Skeptikoi)، وهي مدرسة فلسفية، قيل عن مؤسسيها أنهم "لم يؤكدو شيئا، ولكنهم ارتأوا". بهذا المعنى، الفلسفة الشكية هي الفلسفة التي تقول بأن معتنقها يجب عليه أن يرجئ إطلاق أحكامه أثناء دراسة أو تقصي أمر معين"
في الدين، تعني الشكية «الشك في المعتقدات أو الأركان الأساسية في ذلك الدين» (قاموس ويبستر الأمريكي)

## فلسفة الشكية
في الفلسفة الشكية، البيرونية (pyrrhonism) (التي تعني مذهب الشك المطلق) هي معتقد يحجم عن اعتناق زعم يدعي الحقيقة. الفيلسوف الشكي لا يدعي بأن الحقيقة مستحيلة (الأمر الذي يساوي الزعم بالحقيقة). الإمبيريقية تتصل بالشكية بشكل وطيد، ولكن لا تطابقاها. الإمبيريقيون ينظرون إلى مذهبهم على أنه يتوسط بشكل براغماتي بين الفلسفة الشكية والعلم التشريعي (بالإنجليزية: nomothetic science)، من أجل ذلك، تسمى الشكية أحيانا «الإمبيريقية الراديكالية».
نشأت الفلسفة الشكية في الفلسفة اليونانية القديمة. السفسطائيون اليونانيون في القرن الخامس قبل اليلاد كانوا في الأغلب شكيون. البيروونية كانت مدرسة من مدارس الشكية، أسسها أنيسيديموس في القرن الأول قبل الميلاد وسجلها سيكستوس إمبيريكوس في أواخر القرن الثاني أو أوائل الثالث الميلادي. كان أول مناصريها هو بيروو الإيلي، الذي سافر وكان مهتما بالعلم، الأمر الذي أوصله إلى الهند، وقد تبنى مذهب الشكية «العملية». على إثر ذلك، طور كل من أرسيسيلاوس (315-241 ق.م) وكارنيدس (213-129 ق.م)، طورا في «الأكاديمية الجديدة» منظورات تقتضي بأن الصح والخطأ المطلقان لا بد من دحضهما على أساس اللايقين. كارنيدس انتقد آراء الدوغماتيين، خصوصا الرواقيين، مؤكدا أن التأكد المطلق من معرفة يعد أمر مستحيل.
الشكيون الإغريق انتقدوا الرواقيين، وذلك باتهامهم بالدوغماتية.
في الفلسفة الإسلامية، كان الغزالي (1058-1111)، هو من أوجد مذهب الشكية، كجزء من المدرسة الأشعرية. هناك من يجادل بأن أفكار الفيلسوف ديكارت في عمله «حديث الطريقة» من المحتمل أن يكون قد تأثر بعمل الغزالي الذي يشبه منهجه. يقول الغزالي في خاتمة كتابه ميزان العمل: "إذ الشكوك هي الموصلة إلى الحق. فمن لم يشك لم ينظر، ومن لم ينظر لم يبصر، ومن لم يبصر، بقي في العمى والضلال."
ينسب لديكارت فضل تطوير شكية عالمية كطريقة في التفكير، في محاولته لإيجاد حتمية مطلقة يبني عليها فلسفته. كما يعد الفيلسوف البريطاني، ديفيد هيوم، أيضا شكيا عالمي. على أن ديكارت نفسه لم يكن شكيا، بل طور نظريته في اليقين المطلق بهدف دحض نظريات شكيين آخرين حاججوا بأنه ليس ثمة يقين.

## الشكوكية الفلسفية

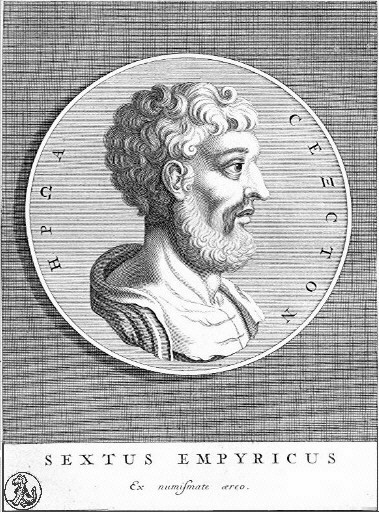
Sextus Empiricus

كحركة أو مدرسة فلسفية، بدأت الشكوكية في اليونان القديمة. كان لبعض السفسطائيين آراء شكوكية. جادل غورغياس –على سبيل المثال- أكثر من مرة أنه لا يوجد شيء، وحتى إن كان هناك شيء ما فلن يمكننا معرفته، وأنه حتى إن عرفنا فلن نستطيع التواصل معه. رفض كراتيلوس السفسطائي الآخر مناقشة أي شيء وكان يلوي فقط إصبعه، مدعيا أن التواصل مستحيل لأن المعاني تتغير باستمرار. كان لناقد السفسطائيين الرئيسي سقراط أيضا ميولا شكوكية، حيث ادعى أنه لا يعرف شيئا، أو على الأقل لا يعرف شيئا له قيمة.
كان هناك مدرستان رئيسيتان للشكوكية في العالم اليوناني والروماني القديم. الأولى كانت البيرونية والتي أسسها الفيلسوف بيرو (360 – 270 ق.م). الأخرى هي الشكوكية الأكاديمية والتي تُسمى ذلك لأن مدافعيها الرئيسيين أركسيلاوس (315 – 240 ق.م) وكارنياديس (217 – 128 ق.م) كانا رؤساء أكاديمية أفلاطون. أنكرت مدرستا الشكوكية أن المعرفة ممكنة ودعوا إلى تعليق الحكم من أجل السكينة العقلية. كان الفرق الرئيسي بين المدرستين يمكن في أن الشكوكية الأكاديمية ادعت أن بعض الاعتقادات أكثر عقلانية أو احتمالية من الأخرى، بينما جادلت الشكوكية البيرونية أن الجدالات المفروضة بالتساوي يمكن تقديمها لصالح أو ضد أن رأي عليه خلاف. فُقدت تقريبا كل الكتابات عن الشكوكية القديمة. يأتي معظم ما نعرفه عن الشكوكية القديمة من سيكستوس إمبيريكوس، وهو من فلاسفة الشكوكية البيرونية والذي عاش في القرن الثاني أو الثالث الميلادي. احتوى عمله الأهم «خلاصة البيرونية» على ملخص واضح لمخزون كبير من الجدالات الشكوكية.
تلاشت الشكوكية القديمة أثناء أواخر الإمبراطورية الرومانية، خاصة بعد أن هاجم أوغسطين (354 – 430 ق.م) الشكوكيين في عمله «ضد الأكاديمية» (386 ق.م). كان هناك علم قليل واهتمام قليل بالشكوكية القديمة في أوروبا المسيحية أثناء العصور الوسطى. عاد الاهتمام من جديد أثناء عصر النهضة والإصلاح، خاصة بعد ترجمة الكتابات الكاملة لسيكستوس إمبيريكوس إلى اللاتينية في 1569. نشر العديد من الكتّاب الكاثوليك أمثال فرانشيسكو سانشيز (1550 – 1623) وميغيل دي مونتاني (1533 – 1592) وبيير غاسيندي (1592 – 1655) ومارين ميرسن (1588 – 1648) الجدالات الشكوكية القديمة للدفاع عن الأشكال المتوسطة من الشكوكية ولكي يجادلوا أن الإيمان –بدلا من المنطق- يجب أن يكون المرشد الرئيسي نحو الحقيقة. قدم المفكر البروتستانتي بيير بايل عروضا مماثلة لاحقا في عمله المؤثر القاموس التاريخي النقدي (1697 – 1702).
أدت الشعبية المتزايدة للآراء الشكوكية إلى ظهور أزمة فكرية في أوروبا في القرن السابع عشر. أتى أحد الردود الرئيسية من الفيلسوف الفرنسي وعالم الرياضيات رينيه ديكارت (1596 – 1650). في عمله الكلاسيكي تأملات ميتافيزيقية في الفلسفة الأولى (1641)، سعى ديكارت إلى دحض الشكوكية ولكن فقط بعد أن جعل قضية الشكوكية أقوى ما أمكنه. جادل ديكارت أنه بغض النظر عن كل الاحتمالات الشكوكية المتطرفة التي يمكننا تخيلها، إلا أنه لا يزال هناك حقائق معينة (مثل أن التفكير يحدث أو أنني موجود) والتي تُتعبر مؤكدة قطعا. وبالتالي، كان الشكوكيون القدماء مخطئين في ادعاء أن المعرفة مستحيلة. حاول ديكارت أيضا نقض الارتياب الشكوكي بخصوص إمكانية الاعتماد على حواسنا وذاكرتنا وملكاتنا الإدراكية. ليفعل ذلك، حاول ديكارت إثبات وجود الله وأن الله لن يسمح بخداعنا نظاميا بخصوص طبيعة الواقع. يشكك العديد من الفلاسفة المعاصرين في نجاح الجزء الثاني من نقد ديكارت للشكوكية.
في القرن الثامن عشر، ظهرت قضية جديدة قوية للشكوكية والتي قدمها الفيلسوف الإسكتلندي ديفيد هيوم (1711 – 1776). كان هيوم فيلسوفا تجريبيا، حيث ادعى أن كل الأفكار الأصلية يمكن تتبعها للخلف إلى انطباع أصلي للحس أو الوعي المتجه. جادل هيوم بقوة أنه على الأرضية التجريبية ليس هناك أسباب عقلانية للإيمان بالله، أو النفس الخالدة والروح، أو العالم الخارجي، أو الحتمية السببية، أو الأخلاقية الموضوعية، أو التبرير الاستقرائي. في وجهة نظر هيوم، الأساس الفعلي لإيمان البشر ليس المنطق وإنما العادات والهواية. بهذه الطريقة، مدح هيوم ما أسماه الشكوكية «المخففة»، بينما رفض الشكوكية البيرونية «الشديدة» والتي اعتبرها غير عملية ومستحيلة نفسيا.
أثارت شكوكية هيوم عددا من الردود الهامة. تحدى معاصر هيوم الإسكتلندي توماس ريد (1710 – 1796) تجريبية هيوم الصارمة وجادل أنه من المنطقي أن نقبل معتقدات «الفطرة السليمة» مثل صحة الاعتماد على حواسنا ومنطقنا وذكرياتنا ومنطقنا الاستقرائي، على الرغم من أنه لا يمكن إثبات أيا من هذه الأشياء. في وجهة نظر ريد، مثل هذه المعتقدات الخاصة بالفطرة السليمة هي معتقدات أساسية ولا تتطلب أدلة حتى يمكن تبريرها عقلانيا. بعد فترة ليست طويلة من وفاة هيوم، جادل الفيلسوف الألماني الكبير إمانويل كانط (1724 – 1804) أن الوعي الأخلاقي البشري ليس له معنى إلا إذا رفضنا استنتاجات هيوم الشكوكية حول وجود الله والروح وحرية الإرادة والحياة الآخرة. طبقا لكانط، في حين كان لهيوم الحق في ادعاء أنه لا يمكننا بصرامة معرفة أيا من هذه الأشياء، إلا أن تجاربنا الأخلاقية تسمح لنا في أن نؤمن بها.
اليوم، تستمر الشكوكية في كونها موضوع نقاش حي بين الفلاسفة.

## الشكوكية العلمية
الشكوكية العلمية أو الشكوكية التجريبية هي الشكوكية التي تشك في المعتقدات على أساس الفهم العلمي، لتحديد ما هو علم وما هو علم زائف.
قد تنفي الشكوكية العلمية المعتقدات المتعلقة بالظواهر المزعومة وغير المعرضة للملاحظة المعتمدة وبالتالي ليست نظامية أو قابلة للاختبار التجريبي. يختبر معظم العلماء –لكونهم شكوكيين علميين- إمكانية الاعتماد على بعض أنواع الادعاءات عن طريق تعريض هذه الادعاءات لاستقصاء نظامي باستخدام بعض أنواع المنهج العلمي. كنتيجة لذلك، تُعتبر بعض الادعاءات علما زائفا، إذا اكتشفنا أنه لا يمكن تطبيقها بشكل مناسب أو انها تتجاهل جوانب أساسية من المنهج العلمي.

## الشكوكية الدينية
الشكوكية الدينية أو التشكيك الديني هي الشكوكية المتعلقة بالمواضيع الدينية مثل طرح التساؤلات حول وجود الإله والمعجزات، وهي أحد أنواع الشكية، ولا يجب الخلط بينها وبين الإلحاد. فالشكيون الدينيون يسائلون السلطة الدينية وليسوا بالضرورة معادين للدين ولكنهم أولئك الشاكين في بعض أو كل المعتقدات أو الممارسات الدينية، حتى أن بعضهم قد يكون فقيها دينيا. وأول شكيا ديني كان سقراط، الذي تساءل حول شرعية المعتقدات السائدة في زمنه في ظل وجود أكثر من إله.

## الشكوكية المهنية
الشكوكية المهنية هي مفهوم هام في التدقيق وفحص الحسابات. تتطلب الشكوكية المهنية مدققا يقوم «بالتدقيق والشك في العقل» من أجل تحقيق تقدير نقدي للأدلة، ومن أجل أخذ كفاءة الأدلة في عين الاعتبار.